# Paray-Douaville
Paray-Douaville település Franciaországban, Yvelines megyében. Lakosainak száma 216 fő (2022. január 1.). Paray-Douaville Allainville, Aunay-sous-Auneau, Sainville, Boinville-le-Gaillard és Orsonville községekkel határos.

## Népesség
A település népességének változása:
| Lakosok száma | 251  | 257  | 261  | 259  | 262  | 243  | 224  | 219  | 216  |
|               | 2013 | 2015 | 2016 | 2017 | 2018 | 2019 | 2020 | 2021 | 2022 |